# Lambang Sari V
Lambang Sari V is een bestuurslaag in het regentschap Indragiri Hulu van de provincie Riau, Indonesië. Lambang Sari V telt 619 inwoners (volkstelling 2010).